# Antonio Langella
Antonio Langella (* 30. März 1977 in Neapel) ist ein ehemaliger italienischer Fußballspieler.

## Karriere

### Verein
Antonio Langella begann seine Karriere in der Jugend von Sorso Calcio. Im Jahr 1994 wechselte er zum unterklassigen Amateurverein Castelsardo Calcio, für den er fünf Jahre lang auflief. Im Sommer 1999 transferierte der Angreifer zu ASD Torres Calcio, mit denen er in seiner ersten Spielzeit den Aufstieg in die Serie C1 schaffte. In den folgenden zwei Jahren verhalf er den Verein zum Klassenerhalt in der Serie C1. Danach erwarb ihn der Serie-B-Verein Cagliari Calcio. Nachdem er mit den Sarden in der Saison 2002/03 eine Platzierung mit oberen Mittelfeld der Tabelle erreicht hatte, gelang ihm in der darauffolgenden Spielzeit mit der Mannschaft der Aufstieg in die Serie A. In der Spielzeit 2004/05 erzielte er sechs Tore in 32 Partien für Cagliari und platzierte sich mit dem Team auf Rang 12. Auch in den folgenden zwei Jahren konnte sich Langella mit den Sarden in der Serie A halten, markierte in 40 Partien jedoch nur noch zwei Treffer. Zur Saison 2007/08 wechselte er zu Atalanta Bergamo, bei denen er 27 Partien bestritt und acht Tore erzielen konnte.
Im Sommer 2008 transferierte er zu Udinese Calcio. Er unterschrieb in Udine einen Vierjahresvertrag, wurde jedoch bereits kurz darauf bis zum Saisonende zu Chievo Verona verliehen. Den Veronesern wurde zudem eine Kaufoption zugesichert. Langella konnte in Verona nie an seine Leistungen bei Cagliari anknüpfen und kehrte danach zu Udinese zurück. Am 27. Juni 2009 gab der Serie-A-Aufsteiger AS Bari die Verpflichtung des Angreifers bekannt. In Bari konnte sich Langella allerdings nicht durchsetzen und kam nur auf neun Einsätze, ehe er seinen Vertrag im Herbst 2011 auflöste.

### Nationalmannschaft
Antonio Langella debütierte am 9. Februar 2005 in der Partie gegen Russland für die Italienische Fußballnationalmannschaft. Außerdem wurde er am 30. März 2005 im Spiel gegen Island und am 11. Juni 2005 gegen Ecuador eingesetzt. In allen drei Partien blieb er ohne Torerfolg und erhielt danach keine weiteren Aufgebote für die Nationalmannschaft.